# Clase Garcia
Las fragatas clase Garcia eran buques de guerra de la Armada de los Estados Unidos. Estas fragatas fueron originalmente escoltas oceánicas con la clasificación de casco DE hasta 1975. Las fragatas cumplen una misión de Protección de envío (POS) como combatientes de guerra antisubmarina (ASW) para fuerzas expedicionarias anfibias , grupos de reabastecimiento en marcha y convoyes mercantes. Los barcos se pusieron en servicio entre 1964 y 1968 y se dieron de baja entre 1988 y 1990.

## Unidades
- USS García (FF-1040) (1964–1989)
- USS Bradley (FF-1041) (1965–1988) Vendida a Brasil como Pernambuco (D 30)
- USS Edward McDonnell (FF-1043) (1965–1988)
- USS Brumby (FF-1044) (1965–1989)
- USS Davidson (FF-1045) (1965–1988) Vendida a Brasil como Paraiba (D 28)
- USS Voge (FF-1047) (1966–1989)
- USS Sample (FF-1048) (1968–1988) Vendida a Brasil como Paraná (D 29)
- USS Koelsch (FF-1049) (1967–1989)
- USS Albert David (FF-1050) (1968–1989) Vendida a Brasil como Pará (D 27)
- USS O'Callahan (FF-1051) (1968–1988)
- USS Glover (FF-1098) (1965–1990)